# Kristoffer Polaha
Kristoffer Polaha es un actor estadounidense nacido en Reno, Nevada, el 18 de febrero de 1977.

## Inicios de carrera
En el año 2001, comenzó su carrera como actor profesional en el telefilme titulado The Third Degree, en el que encarnó el personaje de Jason. Una única vez más trabajó en este mismo ámbito, en el telefilme titulado Splitsville.

## Trabajos de cine
También hizo distintos trabajos para cine, entre los que se destacan: Aller simple pour Manhattan, The Plight of Clownana, Life Happens, Billy: The Early Years y Double Holiday.
Otro de los terrenos en los que hizo su incursión, fue el de las series, siendo parte de distintos elencos, como el de: Ángel, Tru Calling, North Shore (caracterizando a Jason Matthews entre 2004 y 2005), House, CSI: Miami, Bones, Sin rastro y Valentine (interpretando a Danny Valentine a lo largo de 8 episodios). 
Desde el 18 de enero de 2010 hasta el 18 de enero de 2011, desempeñó el papel de Nate Bazile en la serie titulada Life Unexpected.

## 2011-presente
Actualmente se encuentra trabajando en una nueva serie dramática de televisión estrenada por The CW Network el 13 de septiembre de 2011,llamada Ringer junto a Sarah Michelle Gellar, desempeñando el papel de Henry Butler.

## Vida personal
En lo que respecta a su vida personal, está casado con la actriz Julianne Morris, con quien tuvo a sus tres hijos: Kristoffer Caleb Polaha, Jr., Micah y Jude.
- Datos: Q726708
- Multimedia: Kristoffer Polaha / Q726708